# Уоллмен, Харви
Харви Лоуэлл Уоллмен (англ. Harvey Lowell Wollman; 14 мая 1935, Франкфорт, Южная Дакота — 18 октября 2022, Хьюрон, Южная Дакота) — американский политик, 26-й губернатор Южной Дакоты (1978—1979), 32-й вице-губернатор Южной Дакоты (1975—1978).

## Биография
Харви Уоллмен родился 14 мая 1935 года во Франкфорте (округ Спинк, штат Южная Дакота). Он учился в Doland High School, расположенной в Доланде, которую окончил в 1953 году. После этого в течение одного года он посещал занятия в Бетел-колледже (Сент-Пол, Миннесота), а затем вернулся в Южную Дакоту и продолжил обучение в Хьюронском университете (Хьюрон), где получил степень бакалавра. Впоследствии он также обучался в Университете Южной Дакоты. 30 декабря 1958 года Уоллмен женился на Энн Гейгел, впоследствии у них было двое детей.
В 1968 году Уоллмен был избран сенатором Южной Дакоты, после чего дважды переизбирался на этот пост, проработав сенатором штата с 1969 по 1974 год. В 1971—1972 годах он был лидером меньшинства, а в 1973—1974 годах — лидером большинства в Сенате Южной Дакоты.
На проходивших в ноябре 1974 года выборах губернатора Южной Дакоты кандидатом от демократической партии был Ричард Нейп, а Уоллмен претендовал на пост вице-губернатора. Нейпу и Уоллмену удалось одержать верх над соперниками из республиканской партии, и 3 января 1975 года Уоллмен вступил в должность вице-губернатора штата.
В 1978 году, за несколько месяцев до истечения своего срока полномочий, Ричард Нейп принял предложение о назначении послом США в Сингапуре и ушёл в отставку с поста губернатора. В результате губернатором Южной Дакоты стал Харви Уоллмен, проработав на этом посту с 24 июля 1978 года до 1 января 1979 года. Среди задач, решением которых занимался Уоллмен в этот период, были проблемы водоснабжения, увеличение бюджета для образовательных учреждений, а также вопросы, связанные с налогом на недвижимость.
В июне 1978 года Уоллмен принял участие в первичных выборах кандидата на пост губернатора штата от демократической партии, но уступил Роджеру Маккеллипсу. В 1979 году президент США Джимми Картер назначил Уоллмена гражданским советником (англ. civilian aide) министра Армии США. Он также возглавлял попечительский совет Хьюронского университета.
Харви Уоллмен скончался 18 октября 2022 года в региональном медицинском центре Хьюрона (Южная Дакота).